# Вулиця молодшого сина
Ву́лиця моло́дшого си́на (рос. Улица младшего сына) — повість 1949 року радянських письменників Л. Кассіля та М. Поляновського. Орієнтоване на читача середнього шкільного віку. Розповідає про піонера, учасника німецько-радянської війни Володю Дубініна, мешканця Керчі.

## Сюжет
Володимир Дубінін мешкає з матір'ю Євдокією та старшою сестрою Валентиною в Керчі. Його батько працює моряком. У Старому Карантіні, неподалік від Керчі, мешкає його троюрідний брат — Ваня Гриценко, що на рік старший від Володимира. Батьки Володі й Вані в роки громадянської війни протистояли «білим» у Камиш-Бурунських катакомбах в Старому Карантіні.
У творі розповідається про те, як Володимир навчався плавати, пішов у школу, захоплювався фізикою та авіамоделюванням. За успіхи в навчанні влітку 1941 року Володю відправили до Артеку. Найвищими ідеалами для Дубініна були ідеали соціалістичної республіки. Він поступово навчався тому, як повинен жити громадянин радянської держави (не красти — бо все майно є спільним, бути прикладом для менших піонерів). В таборі дітей відвезли на зустріч із матір'ю Павлика Морозова, що стало справжньою подією для Дубініна. Коли Володя повернувся додому, почалася війна.
Тринадцятирічний хлопець благав батька взяти його із собою на флот, але Володі довелося залишитися вдома й піти у вересні в школу. За кілька місяців німці наближалися до міста, тому почалася евакуація населення. Мати й сестра Володі переїхали до Старого Карантіну, а Володя з Ванею приєдналися до партизанського відряду, що розмістився в каменоломнях.
Під землею все життя було підпорядковане військовому статуту, кожен із сотні партизан мав свої обов'язки. Володя, Ваня й Толя Ковальов стали розвідниками, оскільки могли непомітно пролізти на поверхню. Німецькі війська зайняли місто й дізналися про те, що в каменоломнях переховується партизанський відряд. Місцевість була оточена, доступ до колодязя закрито. Трагедією для партизан стала загибель командира Олександра Зябрева — на його честь було названо піонерський відряд, до якого входили хлопці-партизани.
За кілька тижнів ворог почав наступ на партизанів. Ті мужньо обороняли каменоломні — їхньою метою було відволікти німців від наступу й дочекатися повернення Червоної армії. У цій битві загинуло кілька партизан, а німці були змушені відступити. Вони обрали іншу тактику — замурували всі виходи на поверхню, пустили під землю морську воду (останнє зміг попередити Дубінін, чим врятував життя відряду).
За прикладом Спартака та Чапаєва, партизани вирішили діяти рішуче — прокопати 20 метрів каменю, щоб вийти назовні й врятувати життя важко пораненому юнакові. Вони мали на меті приєднатися до партизан Аджимушкайських каменоломень. Двоє підземних захисників вибралися нагору, проте загинули — місцевість виявилася замінованою. В розвідку знову відправили Володю Дубініна — він єдиний міг пролізти через останній лаз. Та назовні хлопець зустрівся з радянськими солдатами, що звільнили Керч.
Володя побачився з матір'ю й сестрою, та не зміг залишатися вдома, коли розміновували катакомби. Він побіг на зустріч саперам і загинув, підірвавшись на міні 4 січня 1942 року.
Разом з іншими загиблими партизанами, Володю поховали неподалік від каменоломень. Школу, де вчився Володя, перейменували на його честь. Дізнавшись про існування вулиці імені Володі Дубініна в Керчі, а також почувши розповіді багатьох свідків цих подій, Лев Кассіль та Макс Поляновський і написали цю повість.

## Персонажі
- Володя Дубінін — мешканець Керчі. Розповідається про його дитинство з 8 до 14 років;
- Євдокія — мати Володі;
- Никифор — його батько, моряк;
- Валентина — старша сестра Володі;
- Ваня Гриценко — троюрідний брат, товариш Дубініна;
- Яків Маркович Манто — шеф-кухар їдальні в каменоломнях. Чоловік високого зросту; ніколи не втрачає почуття гумору;
- Олександр Федотович Зябрев — командир партизанів (загинув);
- Іван Захарович Котло — комісар;
- Георгій Іванович Корнілов — політкерівник;
- Семен Михайлович Лазарєв — перейняв командування після загибелі Зябрева;

## Факти
- За цей твір у 1951 році Лев Кассіль був нагороджений Сталінською премією 3 ступеню;
- У 1962 році режисер Лев Голуб за оповіданням зняв художній фільм «Вулиця молодшого сина»[1]
- У 1985 році режисер Роман Віктюк зняв телевізійний фільм «Довга пам'ять» (рос. Долгая память)[2]

## Джерело
- Лев Кассиль, Макс Поляновский. Улица младшего сына. — М.: Детская литература. — 1977. — 480 с. [Архівовано 13 серпня 2020 у Wayback Machine.] (рос.)
- Лев Кассиль, Макс Поляновский «Улица младшего сына», Минск, издательство «ЮНАЦТВА», 1984. — 480 с. (рос.)